# Zuckerman-Kuhlmanov osebnostni vprašalnik
Zuckerman-Kuhlmanov vprašalnik osebnosti (ZKPQ) je vprašalnik osebnosti, ki je bil narejen na podlagi vprašalnikov, ki izhajajo iz psihobioloških teorij osebnosti. Meri pet faktorjev osebnosti: impulzivno iskanje čutnih spodbud, nevroticizem-anksioznost, agresivnost-sovražnost, sociabilnost in aktivnost. Zaradi različnosti od modela Velikih pet se ta model imenuje tudi "alternativnih pet".

## Postopek razvoja
Zuckerman je pri pisanju prve izdaje svoje knjige Psychobiology of Personality naletel na vprašanje, kako definirati bazične faktorje osebnosti oz. temperamenta. Bazični faktor je definiral na podlagi štirih kriterijev, in sicer:
1. zanesljiva identifikacija faktorja preko različnih metod, med obema spoloma in pri vseh starostih;
2. vsaj zmerna dedljivost poteze;
3. identifikacija podobnih vedenjskih potez pri drugih živalskih vrstah
4. povezanost poteze z biološkimi indikatorji.[1]

Osnova predpostavka novega modela je torej, da so bazične osebnostne poteze tiste z močno biološko-evolucijsko osnovo. Na podlagi tega se pri zasnovi vprašalnika izbrali lestvice za merjenje temperamenta ali lestvice, ki so bile uporabljene v psihobiološkem preučevanju osebnosti. Za vsakega od devet predvidenih faktorjev so izbrali vsaj tri lestvice. Predvideni faktorji so bili: sociabilnost, splošna emocionalnost (nevroticizem), anksioznost, sovražnost, socializacija, iskanje dražljajev, impulzivnost, aktivnost in socialna zaželenost. Izključene so bile lestvice, ki merijo kulturne interese ali intelektualne sloge, kot je npr. odprtost za izkušnje znotraj modela Velikih pet.
Za začetek analize so izbrali 46 lestvic iz osmih vprašalnikov: Eysenckov osebnostni vprašalnik (EPQ), California Personality Inventory (CPI), Jackson Personality Inventory (JPI), Personality Research Form (PRF), Karolinska Scales of Personality (KSP), EASI (emotionality-activity-sociability-impulsivity), Strelau Temperament Inventory  (STI) in Sensation Seeking Scale (SSS).
Z eksploratorno faktorsko analizo so na ravni treh faktorjev dobili faktorje, ki so primerljivi z Eysenckovo teorijo: ekstravertnost-sociabilnost (E-Sy), nevroticizem-emocionalnost (N-Emot) in psihoticizem-impulzivno nesocializirano iskanje dražljajev (P-ImpUSS). Na ravni petih faktorjev se je faktor E-Sy razdelil na faktorja sociabilnost in aktivnost, faktor P-ImpUSS pa na impulzivno in agresivno iskanje dražljajev. Na ravni sedmih faktorjev se je N-Emot razdelil na jezo in nevroticizem oz. anksioznost, P-ImpUSS pa na avtonomnost nasproti konformnosti in psihoticizem-impulzivnost.
V naslednji študiji so na manjšem številu lestvic (33) in večjem vzorcu preizkusili faktorske rešitve od tri do pet faktorjev. Pri tem sta se za najbolj robustni glede na spol izkazali tri- in petfaktorska rešitev, za nadaljnjo uporabo pa so se odločili za petfaktorsko rešitev, saj je omogočala največjo natančnost brez zmanjšane zanesljivosti faktorjev.
Prva oblika ZKPQ je vsebovala 100 postavk, ki so jih izbrali na podlagi diskriminativnosti (korelacij postavk s skupnim dosežkom na faktorju). Petfaktorska struktura je bila nedvoumno potrjena, iz 100 postavk pa so jih izbrali 89 takih, ki so bile pomembno nasičene na faktorjih, za katere so bile predvidene. Nekaj postavk na lestvici sociabilnosti so napisali ponovno zaradi ekstremne asimetričnosti distribucije dosežkov na lestvici, dodali pa so še deset postavk za veljavnost lestvice za izločitev oseb, ki bi podajale zelo socialno zaželene odgovore. Končna oblika ZKPQ tako vsebuje 99 dihotomnih (da-ne) postavk, izpolnjevanje pa traja od 15 do 20 minut.
Na koncu so naredili še faktorsko analizo za postavke znotraj vsake izmed petih glavnih lestvic, da bi ugotovili, ali je možno izločiti še podlestvice oz. facete. Za lestvici nevroticizem-anksioznost (N-Anx) in agresivnost-sovražnost (Agg-Host) se je za ustrezno izkazala enofaktorska rešitev, za ostale tri pa dvofaktorska. Razdelitev faktorjev po teh lestvicah je naslednja:
- lestvica sociabilnosti: (1) netolerantnost za socialno izolacijo in (2) uživanje v dobrih zabavah in s prijatelji;
- lestvica impulzivno iskanje čutnih spodbud: (1) iskanje dražljajev in (2) impulzivnost;
- lestvica aktivnosti: (1) potreba po splošni aktivnosti in (2) potreba po delovni aktivnosti.[2]

## Opisi lestvic

### Impulzivno iskanje čutnih spodbud (ImpSS)
Lestvica vsebuje 19 postavk. Postavke, ki se nanašajo na impulzivnost opisujejo pomanjkanje načrtovanja in nagnjenost k hitremu reagiranju na impulze brez razmišljanja. Postavke, ki se nanašajo na iskanje dražljajev opisujejo splošno potrebo po vznemirjenju, preferenco za nepredvidljive situacije in prijatelje in potrebo po spremembah in novostih. Primer postavke je: »Pogosto impulzivno reagiram.«
 

### Nevroticizem-anksioznost (N-Anx)
Lestvica vsebuje 19 postavk, ki opisujejo čustveno vznemirjenje, napetost, skrb, boječnost, obsesivno neodločnost, pomanjkanje samozaupanja in občutljivost na kritiko. Primera postavk sta: »Včasih se počutim razdražljivo in napeto.« in »Pogosto imam težave pri odločanju.«

### Agresivnost-sovražnost (Agg-Host)
Lestvica vsebuje 17 postavk, od tega jih približno polovica opisuje pripravljenost izraziti verbalno agresivnost. Ostale postavke opisujejo grobo, nepremišljeno in antisocialno vedenje, maščevalnost, razdražljivost, vročekrvnost in nepotrpežljivost do drugih ljudi. Primera postavk sta: »Kadar se drugi ljudje ne strinjajo z mano, si ne morem pomagati, da se ne bi zapletel v prepir z njimi.« in »Če mi gredo drugi ljudje na živce, ne oklevam pri tem, da jim to tudi povem.«

### Sociabilnost (Sy)
Lestvica vsebuje 17 postavk. Prva skupina postavk opisuje težnjo po interakcijah z veliko ljudmi, željo po velikih zabavah in željo po velikem številu prijateljev. Druga skupina opisuje netolerantnost za socialno izolacijo pri visoko sociabilnih osebah in na drugi strani toleranco za izolacijo pri nesociabilnih osebah. Primer postavke je: »Rad začenjam pogovore na zabavah.«

### Aktivnost (Act)
Lestvica vsebuje 17 postavk. Prva skupina postavk opisuje potrebo po splošni aktivnost in nestrpnost ter vznemirjenost v situacijah, ko ni kaj za početi. Druga skupina opisuje preferenco za težko in izzivov polno delo in veliko energije za delo in druge dejavnosti. Primera postavk sta: »Rad sem zaposlen ves čas.« in »Ne maram zapravljati časa s posedanjem in sproščanjem.«

### Nenavadnost
Nenavadnost vsebuje 10 postavk, vendar to ni lestvica, pač so te postavke namenjene izločitvi neveljavnih rezultatov. Nanašajo se na pretirano socialno zaželeno vsebino, za katero ni zelo verjetno, da bi bila resnična. Rezultat višji od tri na teh postavkah lahko pomeni vprašljivo veljavnost rezultatov na ostalih lestvicah.

## Zanesljivost

### Notranja zanesljivost
Cronbachov α na ameriškem vzorcu za vse lestvice in podlestvice se večinoma giblje med ,70 in ,80 za glavne lestvice, nekoliko nižji je za podlestvice. Med podlestvicami je vprašljiva edino splošna aktivnost pri ženskah (na ameriškem vzorcu). Na vseh vzorcih (v različnih državah) je imela najvišjo zanesljivost (nad ,79) lestvica nevroticizem-anksioznost. Zanesljivosti lestvic in podlestvic so zadovoljive v več državah (Japonska, Španija, Nemčija, Kitajska), z izjemo nizkih zanesljivosti podlestvic na kitajskem vzorcu (ok. ,60).

### Retestna zanesljivost
Retestno zanesljivost so izračunali na vzorcu ameriških študentov, čas med obema testiranjema je bil med tremi in štirimi tedni. Retestne zanesljivosti so bile sledeče: ImpSS, ,80; N-Anx, ,84; Agg-Host, ,78; Act, ,76; Sy, ,83. Koeficienti zanesljivosti so bili med spoloma dokaj podobni.

### Razlike med spoloma
Ugotovljene so bile razlike med spoloma na normativnem vzorcu ameriških študentov, in sicer so imeli moški višje izraženo impulzivno iskanje čutnih spodbud, agresivnost-sovražnost in aktivnost, ženske pa so imele višje izraženi potezi nevroticizem-anksioznost in sociabilnost. Enake razlike so bile ugotovljene na španski različici vprašalnika z 69 postavkami (druge oblike vprašalnika so opisane v nadaljevanju).
Pri kratki obliki vprašalnika (ZKPQ-S) so moški dosegli višje rezultate na ImpSS, ženske pa na N-Anx. Na medkulturni skrajšani obliki vprašalnika (ZKPQ-50-cc) so bile razlike statistično pomembne na vseh lestvicah, vendar so bile praktično pomembne zgolj razlike na lestvicah N-Anx, kjer so ženske dosegle višje rezultate (d = ,58), in ImpSS, kjer so višje rezultate dosegli moški (d = ,20).
Na facetni obliki vprašalnika (ZKA-PQ) so se razlike prav tako pojavile na vseh lestvicah, in sicer so imeli moški statistično pomembno višje izraženi potezi iskanje čutnih spodbud in agresivnost, ženske pa aktivnost, nevroticizem in ekstravertnost; pri čemer je mera velikosti učinka (η2) za lestvici nevroticizem in aktivnost pokazala zanemarljive razlike med spoloma.
Na podlagi teh rezultatov lahko torej z veliko gotovostjo zaključimo, da imajo moški višje izraženo impulzivno iskanje čutnih spodbud, ženske pa nevroticizem, razlike na drugih lestvicah pa so manjše.

## Veljavnost

### Konvergentna in diskriminativna veljavnost
Zuckerman, Kuhlman, Joierman, Teta in Kraft so preverjali veljavnost s faktorsko analizo dveh petdimenzionalnih in enega tridimenzionalnega modela, in sicer Costa in McCraejeveih Velikih pet, Zuckerman-Kuhlmanovih Alternativnih pet ter Eysenckovih Velikih treh (EPQ-R). Rezultati so pokazali visoko ujemanje med faktorji, zasnovanih po lestvicah vseh treh vprašalnikov.
Rezultati štirifaktorske rešitve po faktorjih so bili:
1. lestvice nevroticizma vseh treh testov so bile visoko nasičene (,90 ali več) na drugem faktorju (nasičenosti 0,90 in več);
2. mere ekstravertnosti (EPQ in NEO) in družabnost (ZKPQ) so bile visoko nasičene na prvem faktorju (,76–,88) ; na tem faktorju je bila srednje nasičena tudi lestvica aktivnosti (ZKPQ; ,60);
3. mere vestnosti (NEO), impulzivno iskanje čutnih spodbud (ZKPQ) in psihoticizem (EPQ) so bile nasičene na tretjem faktorju (nasičenosti: -0,86, 0,74 in 0,80);
4. mere odprtosti, sprejemljivosti (NEO) in agresivnost-sovražnost (ZKPQ) so bile nasičene na četrtem faktorju (nasičenosti: ,67, ,81 in -,72)[6]

Petfaktorska rešitev ni pokazala ujemanja odprtosti in aktivnosti na petem faktorju. Sicer pa je bila diskriminativna veljavnost dobra.
Trifaktorska rešitev je dala podobne rezultate kot petfaktorska na prvem in drugem faktorju, na tretjem faktorju pa so bile nasičene lestvice: psihoticizem (EPQ), sprejemljivost, vestnost (NEO; obe sta bili negativno nasičeni), impulzivno iskanje čutnih spodbud, agresivnost-sovražnost (ZKPQ).
Korelacije med lestvicami ZKPQ z NEO, EPQ, EASI in SSS oblika V so pokazale:
	zelo visoke korelacije družabnosti (ZKPQ) z ekstravertnostjo (EPQ, NEO) in družabnostjo (EASI);
	visoke korelacije nevroticizma-anksioznosti (ZKPQ) z nevroticizmom (EPQ, NEO) in čustvenostjo (EASI);
	visoke korelacije impulzivnega iskanja čutnih spodbud (ZKPQ) s psihoticizmom (EPQ), vestnostjo (NEO), impulzivnostjo (EASI), Blockovim pomanjkljivim nadzorom in skupnim rezultatom na SSS-V;
	visoke negativne korelacije med agresivnostjo-sovražnostjo (ZKPQ) s sprejemljivostjo (NEO) in visoke pozitivne korelacije s čustvenostjo in impulzivnostjo (EASI) ter nižje korelacije z nevroticizmom (EPQ, NEO) ter psihoticizmom (EPQ);
	visoke korelacije aktivnosti (ZKPQ) z aktivnostjo (EASI) ter nizke korelacije z ekstravertnostjo (EPQ, NEO) ter vestnostjo (NEO);
	odprtost (NEO) ni korelirala z nobeno lestvico ZKPQ.
Sociabilnost, nevroticizem-anksioznost, impulzivno iskanje čutnih spodbud in aktivnost kažejo dobro konvergentno in diskriminativno veljavnost, agresivnost-sovražnost pa dobro konvergentno veljavnost s sprejemljivostjo na NEO.
Zuckerman in Cloninger sta preverjala korelacije med ZKPQ in Cloningerjevim TCI. Ugotovila sta, da med seboj visoko korelirajo iskanje čutnih spodbud in iskanje novosti ter nevroticizem-anksioznost in izogibanje škodi. Negativna korelacija se je pojavila med agresivnostjo-sovražnostjo in sodelovanjem. Srednje visoka korelacija je bila še med aktivnostjo in vztrajnostjo, ostale korelacije pa so bile nizke ali pa niso bile statistično pomembne. Avtorja sta predpostavljala, da je za korelacijo med iskanjem čutnih spodbud in iskanjem novosti, odgovorna biološka osnova v povezavi z encimom monoaminooksidazo, saj obe z njim korelirata negativno. Druge korelacije razlagata zgolj na podlagi podobnosti med konstrukti.
Aluja in Blanch sta preverjala še veljavnost kratke medkulturne oblike vprašalnika (ZKPQ-50-cc), in sicer sta ga primerjala s TCI-R in NEO-FFI-R. Petfaktorska rešitev z eksploratorno faktorsko analizo je pokazala, da se lestvice združujejo po naslednjih faktorjih (v poševnem tisku so imena faktorjev, kot so jih avtorji poimenovali glede na lestvice, ki jih sestavljajo):
1. socializacija: sprejemljivost (NEO), sodelovanje (TCI), agresivnost-sovražnost (negativna nasičenost; ZKPQ); manj je bila nasičena tudi samousmerjenost (TCI);
2. nevroticizem: nevroticizem (NEO), nevroticizem-anksioznost (ZKPQ), izogibanje škodi (TCI), manjša negativna nasičenost samousmerjenosti (TCI);
3. ekstravertnost-iskanje čutnih spodbud: ekstravertnost (NEO), iskanje novosti, odvisnost od nagrad (TCI), sociabilnost (ZKPQ);
4. determiniranost-aktivnost: vestnost (NEO), vztrajnost (TCI), aktivnost (ZKPQ);
5. samopreseganje: samopreseganje (TCI), odprtost (NEO).

V isti študiji so s konfirmatorno faktorsko analizo za lestvice znotraj vsakega izmed faktorjev potrdili, da se lestvice dobro prilagajo modelu. Na podlagi tega je mogoče sklepati, da lestvice, ki se združujejo v skupne faktorje merijo podobne oz. ekvivalentne konstrukte. Pomembno je še omeniti, da je bila samousmerjenost (TCI) srednje nasičena na prvem in drugem faktorju (pri drugem negativno), vestnost (NEO) pa je bila prav tako srednje nasičena na prvem faktorju (kjer je bila visoko nasičena sprejemljivost po NEO). To  nakazuje podobnost prvega faktorja z Eysenckovim psihoticizmom. Pričakovano pa nobena lestvica ZKPQ ni bila nasičena na petem faktorju. Tudi skrajšana medkulturna oblika vprašalnika ima torej dobro konvergentno in diskriminativno veljavnost.

### Motivacijske in čustvene poteze
Osebnostne poteze naj bi temeljile na motivaciji, kogniciji in čustvih. Gray je definiral dve osnovni dimenziji osebnosti: anksioznost in impulzivnost, pri čemer impulzivnost temelji na BAS sistemu, ki se aktivira s pogojenimi signali za nagrado in izogibanje kazni, kar sproži približevanje. Anksioznost pa temelji na BIS sistemu, ki se aktivira s pogojenimi signali za kazen ali grožnjo, novim dražljajem ali znamenji, ki nakazujejo prenehanje ali odsotnost nagrade. Tipična reakcija na to je povečana budnost, fiziološko vzburjenje in zaviranje dosedanjega vedenja.
Tellegenov model vsebuje tri faktorje:
(1)	pozitivno čustvovanje (PE): povezano z ekstravertnostjo
(2)	negativno čustvovanje (NE): povezano z nevroticizmom 
(3)	napetost: povezana z impulzivnostjo.
Costa in McCrae sta prav tako povezala ekstravertnost s pozitivnim čustvovanjem in toploto, nevroticizem pa z anksioznostjo, depresivnostjo in sovražnostjo; dodala pa sta še druge poteze kot vidike dveh osnovnih dimenzij.
Zuckerman, Joireman, Kraft in Kuhlman so te modele so skupaj z Eysenckovim trifaktorskim modelom povezali z lastnostmi motivacije in emocionalnosti. Motivacijske lastnosti, občutljivost na nagrajevanje in kaznovanje, so povezane z Torrubiinimi lestvicami, ki je temeljijo na Grayevem modelu. Lestvice za pričakovanje nagrade in kazni sta razvila Ball in Zuckerman (1990), med tem ko so lestvice, ki vsebujejo lastnosti kot so anksioznost, depresivnost, sovražnost, pozitivni afekt in iskanje dražljajev, prisotne v Zuckermanovi in Lubinovi ček listi MAACL-R.
Povezave med osebnostjo, motivacijo, kognicijo in čustvi so preverjali s faktorsko analizo. Ugotovitve so pokazale, da se faktor ekstravertnosti (EPQ in ZKPQ) povezuje s pričakovanjem nagrade, občutljivostjo za signale, ki napovedujejo nagrado in pozitivnim afektom. Faktor nevroticizma (EPQ in ZKPQ) se visoko povezuje s pričakovanjem kazni, občutljivostjo za signale, ki napovedujejo kazen in anksioznostjo. Tretji faktor, ki je kombinacija psihoticizma (EPQ), impulzivnega iskanja čutnih spodbud in agresivnosti-sovražnosti, se šibko povezuje z občutljivostjo na nagrado in močno s sovražnostjo. S tretjim faktorjem in nevroticizmom pa se povezuje depresivnost.

## Konstruktna, sočasna in napovedna veljavnost

### Psihopatija
Thornquist in Zuckerman sta z ZKPQ, Harevo ček listo za psihopatijo (Psychopathy Check List, 1991) ter Newmanovimi in Kossonovimi nalogami učenja pasivnega izogibanja preizkušala zapornike, vključene v program za odvajanje od drog. Impulzivno iskanje čutnih spodbud je koreliralo s psihopatičnimi nagnjenji pri belcih, ne pa pri Afroameričanih in Mehičanih, med tem ko je z napakami pri pasivnem izogibanjem (učenje neodzivanja na signale kazni) koreliralo pri vseh preizkušancih.

### Zloraba drog
Ball  uporabil ZKPQ dal pri odvisnikih od kokaina na ambulantnem zdravljenju. Kljub relativno samostojnim dimenzijam ZKPQ, so impulzivno iskanje dražljajev, agresivnost-sovražnost in nevroticizem-anksioznost pomembno korelirale med seboj. To bi lahko razložili s tem, da se zgodnja zloraba kokaina povezuje z impulzivnim iskanjem dražljajev, agresivnostjo-sovražnostjo in aktivnostjo, število predhodnih zdravljen pa z nevroticizmom-anksioznostjo. Prav tako je z vsemi tremi povezana tudi resnost zasvojenosti in drugi psihiatrični problemi. Z zgodovino nasilja je povezana le agresivnost-sovražnost.
Te dimenzije imajo dobro napovedno vrednost tudi za uspešnost zdravljenja. Odvisniki, ki imajo visoko izražene te dimenzije, večkrat nadaljujejo z zlorabo kokaina tudi tekom zdravljenja. Tisti, ki imajo visoko izraženo agresivnost-sovražnost, zdravljenje večkrat predhodno zaključijo, med tem ko tisti z visoko izraženim impulzivnim iskanjem čutnih spodbud ravno obratno pogosteje vztrajajo.
Klastrska analiza lestvic ZKPQ je prikazala dva tipa odvisnikov od drog: enega, ki ima višje izraženo impulzivno iskanje čutnih spodbud, agresivnost-sovražnost in nevroticizem-anksioznost; in drugega, ki ima nižje izraženo sociabilnost. Drugi je višje izražen pri odvisnikih od drog, med tem ko prvi prvotno opisuje moškega, udeleženega v kriminalnih dejanjih, ki kot otrok ni bil zlorabljen in nima psihiatričnih simptomov. Po tem lahko sklepamo, da ekstremna izraženost dimenzij ZKPQ kaže na motnje osebnosti, predvsem v smislu antisocialnega vedenja.
Black je z ZKPQ testiral odvisnike od alkohola, kokaina in marihuane. Ugotovil je, da imajo odvisniki od alkohola višje izraženo sociabilnost in nižje izražena nevroticizem-anksioznost in agresivnost-sovražnost, kot odvisniki od kokaina. Odvisniki od marihuane se nikjer pomembno ne razlikujejo od drugih dveh skupin. Tisti, ki so uspešno zaključili program odvajanja, imajo višje izraženo sociabilnost, tisti, ki so kršili prepoved uživanja substanc, pa so imeli višje izraženo nevroticizem-anksioznost in agresivnost-sovražnost.

### Splošno in specifično tveganje
Zuckerman in Kuhlman sta ugotavljala povezave med osebnostjo (merjeno z ZKPQ) in tveganje na šestih področjih: kajenje, uporaba drog, pitje alkohola, tvegano seksualno vedenje, neprevidna vožnja in igre na srečo. Predpostavljala sta povezave predvsem z lestvicami ImpSS, Agg-Host in Sy. Ugotovila sta, da se vse tri lestvice povezujejo s pogostostjo pitja alkohola, da se impulzivno iskanje čutnih spodbud povezuje z uporabo drog in kajenjem, da sta lestvici ImpSS in Agg-Host povezujeta s tveganim seksualnim vedenjem, da se lestvici Agg-Host in N-Anx (negativno) povezujeta z neprevidno vožnjo in da se edino lestvica sociabilnost povezuje s pogostostjo igranja iger na srečo.
Nekatere osebe, ki so poročale o vključenosti v veliko oblik tveganih in ekstremnih športov, na lestvici impulzivnega iskanja dražljajev niso bile ocenjene visoko. Osebe, ki so zavračale kakršnokoli fizično tveganje, pa so bile visoko ocenjene na lestvici impulzivnega iskanja čutnih spodbud. Impulzivno iskanje čutnih spodbud tako ni nujno omejeno na tiste, ki tvegajo v vseh pogledih, ampak le na tiste, ki tvegajo s kajenjem, zlorabo substanc in kriminalno aktivnostjo.

### Igre na srečo
Iskanje dražljajev (po vprašalniku SSS) se povezuje z igranjem iger na srečo v celotni populaciji, ne pa s patološkim hazardiranjem. V študiji McDaniela in Zuckermana, so ugotovili, da je rezultat na lestvici impulzivno iskanje čutnih spodbud odvisen od spola in starosti – močneje je izražen pri moških in upada z leti pri obeh spolih. Pri obeh spolih in starostnih skupinah pa je ta rezultat pomembno povezan z željo po igranju in aktivnostjo pri igrah na srečo. Impulzivno iskanje čutnih korelira s športnimi stavami in računalniškim igranjem pokra pri obeh spolih, z igranjem na igralne avtomate in neuradnimi stavami pri ženskah ter z igranjem loterije pri moških.
Breen in Zuckerman sta ugotovila, da imajo tisti, ki pri igrah vztrajajo, dokler ne izgubijo vsega začetnega vložka, višje izraženo impulzivnost (podlestvico ImpSS) od tistih, ki odnehajo preden izgubijo vse; med tem ko pri podlestvici iskanja novosti rezultat med tema skupinama ne razlikuje. Na podlagi tega sta zaključila, da je pomembno gledati tudi na facete, ne zgolj na faktorje.

### Timski športi
O'Sullivan, Zuckerman in Kraft z ZKPQ ugotavljali osebnostne profile moških in žensk, ki sodelujejo pri timskih športih (bejzbol, ameriški nogomet, hokej na travi in jahanje). Primerjali so jih z normami študentov. Vsi preizkušanci so imeli v primerjavi z drugimi študenti višje izraženo aktivnost in nižje izražen nevroticizem-anksioznost. Moški člani ekip so imeli nižje izraženo impulzivno iskanje čutnih spodbud od ostalih kolegov, kar dokazuje, da rezultat na tej lestvici ni povezan s tveganjem za fizične poškodbe v običajnih (neekstremnih) športih.

## Druge oblike vprašalnika

### Kratka oblika (ZKPQ-S)
Kratka oblika zajema 35 postavk (po sedem za vsakega izmed petih faktorjev). Sestavili so jo tako, da so iz izvirne verzije izbrali po sedem najbolj diskriminativnih postavk (tj. tistih, ki so najvišje korelirale s skupnim dosežkom na posameznem faktorju). Nekatere postavke so zaradi podobnosti izločili in jih zamenjali z naslednji najbolj diskriminativnimi. Faktorska analiza postavk je potrdila petfaktorsko strukturo vprašalnika in da postavke spadajo v ustrezne faktorje. Zanesljivost lestvic je pričakovano manjša kot pri izvirni različici, in sicer je Cronbachov α med ,62 in ,79.

### Španska različica z 69 postavkami
Aluja, García in García so pri priredbi ZKPQ v španščino ugotovili, da ima različica vprašalnika z 69 postavkami boljše mere prileganja modelu ter podobne zanesljivosti (α med ,71 in ,81) v primerjavi z izvirno različico. Poleg tega so ugotovili še, da ima krajša različica nekoliko boljšo konstruktno in konvergentno veljavnost. Od izvirne različice se razlikuje tudi po tem, da so nekatere postavke višje nasičene na drugih faktorjih. Na podlagi teh rezultatov so priporočali uporabo oblike s 69 postavkami v raziskavah na špansko govorečih vzorcih.

### Medkulturna skrajšana različica (ZKPQ-50-cc)
Aluja in sodelavci  so se odločili, da bodo na podlagi ZKPQ, sestavili novo, skrajšano obliko ZKPQ, ki bi imela enako strukturo in ustrezne psihometrične značilnosti in bi bila medkulturno primerljiva. Analizo so izvedli v štirih državah (ZDA, Španija, Nemčija, francosko govoreči del Švice). V več korakih so z eksploratorno in konfirmatorno faktorsko analizo prišli do različice vprašalnika s 50 postavkami (po 10 za vsak faktor). Potrdili so enakovredno faktorsko strukturo v štirih državah. Koeficienti zanesljivosti (α) so bili podobni kot pri ZKPQ, in sicer večinoma nad ,70 z nekaj izjemami. Poleg tega so ugotovili visoke korelacije med dosežki na lestvicah med ZKPQ in ZKPQ-50-cc (med ,87 in ,95).
Izdelali so torej kratko obliko ZKPQ, ki je boljša od obeh prejšnjih (španske kratke oblike in ZKPQ-S), saj omogoča medkulturno primerjavo; hkrati pa so potrdili medkulturno in konstruktno veljavnost alternativnega petfaktorskega modela osebnosti.
Mitrović D., Čolović in Smederevac, S. so na srbskem vzorcu potrdili petfaktorsko strukturo skrajšane oblike vprašalnika (z izjemo štirih postavk, za katere domnevajo, da jih posamezniki zaradi kulturnih razlik razumeli drugače kot v ameriškem vzorcu) z zadovoljivo zanesljivostjo (α med ,65 in ,78).

### Facetna verzija (ZKA-PQ)
Aluja, Kuhlman in Zuckerman so na podlagi ZKPQ sestavili nov vprašalnik, ki poleg glavnih faktorjev vsebuje še facete. Za to so se odločili, ker facete omogočajo večjo natančnost in informativnost pri ocenjevanju osebnosti in boljše napovedovanje vedenja ter večjo ponovljivost rezultatov.
Razvoj vprašalnika je potekal v treh korakih, vendar drugače kot pri ZKPQ. Najprej so na podlagi predhodnih faktorskih analiz in teoretičnih izhodišč izbrali facete. V drugem koraku so izbrali postavke – nekaj so jih napisali na novo, nekatere so vzeli iz drugih vprašalnikov. Za vsako faceto so izbrali po 20 postavk, torej skupaj 100 za vsak faktor. Za razliko od ZKPQ, kjer so postavke dihotomne (da-ne) so se odločili za točkovanje na štiristopenjski lestvici lestvici Likertovega tipa (od 1 – močno se ne strinjam do 4 – močno se strinjam). Po analizi vprašalnika na treh vzorcih končna oblika vsebuje 200 postavk na petih faktorjih (od tega jih je le 16 povsem enakih kot v ZKPQ). Vsak faktor vsebuje štiri facete, in sicer:
1. agresivnost (fizična agresivnost, verbalna agresivnost, jeza, sovražnost);
2. aktivnost (delovni pritisk, splošna aktivnost, vznemirjenost, energija za delo);
3. ekstravertnost (pozitivna čustva, socialna toplina, ekshibicionizem, sociabilnost);
4. nevroticizem (anksioznost, depresivnost, odvisnost, nizko samospoštovanje);
5. iskanje čutnih spodbud (iskanje vznemirjenja in pustolovščin, iskanje doživetij, dezinhibicija, nagnjenost k dolgočasenju).[5]

Navedeni faktorji so podobni tistim iz ZKPQ, vendar jim niso enakovredni, saj so vsebinsko nekoliko drugačni – zato so nekateri tudi preimenovani (npr. sociabilnost je preimenovana v ekstravertnost).
Zanesljivost (α) faktorjev je okoli ,87, zanesljivost facet pa večinoma okoli ,76. Primerjava z vprašalnikoma NEO-PI-R in TCI-R je potrdila dobro konvergentno in diskriminativno veljavnost. Več študij je potrebnih za določitev napovedne, sočasne in konstruktne veljavnosti.